# BL (和製英語)
BL（和製英語的縮寫）是描寫男性間的戀愛的創作類型，包括动画、電子遊戲、漫畫、小說、Cosplay、廣播劇CD等。一般專指日本或受日本影響的女性向作品，但有時也包括其他國家的同志文學或其他男同性戀作品。

## 歷史
其與早期以女性讀者為目标的愛情相關作品（如：少女漫畫），以及浪漫主義和唯美主義作品（例如：魂斷威尼斯），有著超越真實、追求浪漫、人物美形等共同點，屬一種特殊文化下產生的特殊題材。BL雖與同志文學皆以描述男同性關係間之主題，而早期BL為女性心中男同性戀關係的想像與對偉大愛情的投射，與真實世界之同性戀仍有所不同。現代的BL作品不光是由女性創作與閱讀，也有男性加入創作與閱讀BL的行列。

#### 1970年代之少年愛
BL在日本之起源可溯及1960年代末期投入漫畫界之「24年組」。24年組是一群昭和24年（1949年）前後出生的少女漫畫家，包含萩尾望都、竹宮惠子、山岸子、大島弓子、青池保子與木原敏江等。她們將過去侷限在異國浪漫史或日常生活的少女漫畫題材，擴大到奇幻、SF、哲學省思、大河史詩與社會批判之範疇。其作品之主角，不同於以往的少女，而改為性徵未分的少年，描繪少年間同性感情，表現傾向於精神性，或帶著哲學氣味。開創日本漫畫的「新浪漫派」與「少年愛」之潮流，是80年代「YAOI」與90年代中後「BL」漫畫之始祖。此時之作品風格，因當時不如現下大眾較能接受同性戀，作品大多籠罩在晦暗不明甚至陰沈憂傷的基調。代表作有萩尾望都之天使心、波族傳奇與竹宮惠子的風與木之詩。

#### 1970年代末之JUNE
《JUNE》是從1978年創刊的《JUN雜誌》而來，第三號後改名為《JUNE》，創刊時以竹宮惠子的漫畫與栗本薰（中島梓）的小說為主打，其他作者群尚有木原敏江與青池保子。《JUNE》曾在1979年休刊，1981年時復刊。1981年後陸續在此雜誌出現的還有吉田秋生、波津彬子、高口里純等。至2004年二月號總共發行153號的《小說JUNE》休刊，改出季刊《小說JUNE DX》（與之前發行過的同名別冊不同），不久後改為不定期發行。雜誌重點主題在於美少年，著重於美少年間的愛情描寫，內容圍繞著耽美氣息（在此耽美單純代表唯美），因此這段時期，有用「JUNE」、「耽美」借稱具少年愛之作品；由於「JUNE」之涵義曖昧，「耽美」則易與19世紀耽美派文學混淆，後來皆不作為正式稱呼。

#### 1980年代之Yaoi

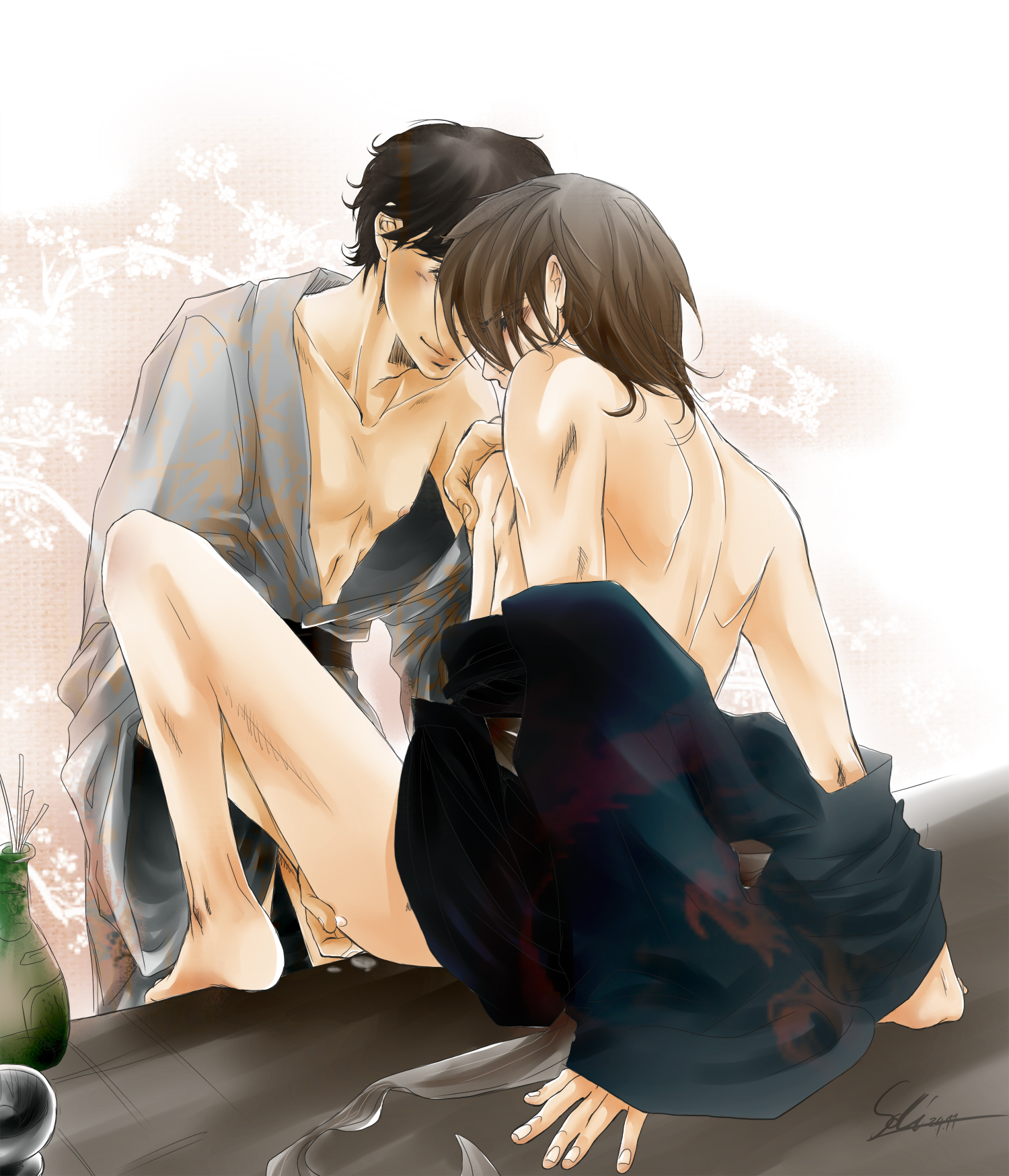
一幅典型的YAOI作品

由於1970年代，承24年組發展下的少年愛敘事體系，已廣為女性讀者接納甚至使用。加上前述以女性想像中的男性間愛情，所謂「女性向男同性戀」小說為底的JUNE雜誌出版。同時原本在小群體間自費影印流通的同人誌，也開始大量印刷與流通。此時之同人誌，多半以動漫、連續劇之主角為主題，由讀者進行主觀再詮釋後，特別以男性間的感情關係為主幹創造出同人作品。此等「二次創作」之取材，常來自文本之一幕或僅是一句對話，而燃起讀者之想像繼而創作。因只有同樣閱讀過原文本之讀者，較能理解其內涵，故同人之作者即自嘲地戲稱自己的作品「沒有高潮、沒有結局、沒有意義」(ヤマなし、オチなし、イミなし)，也就是男性間情愛關係(YAOI)文化的開端。在1979年由波津彬子擔當責任編輯的「らっぽり同人誌」中最初出現「YAOI」一詞。
而在80年代中期陸續出現以《足球小將》為題材創作男性同性愛的同人作品，例如尾崎南等作家。因多數作品夾帶著性場面，此時YAOI一詞也漸成為男性間戀愛漫畫小說代表詞。
早期JUNE與YAOI分別代表商業誌與同人誌，而後期因YAOI擴展範圍增廣，出現狹義與廣義YAOI的定義差異。狹義單純指的是男性同性愛漫畫小說同人創作，廣義則概稱為女性所描繪描寫的男性同性愛漫畫與小說。

#### 1990年代之BL
進入90年代，BL最初出現在BIBLOS出版的b-Boy雜誌，因為強調喜劇結局，b-Boy雜誌表示他們刊載的風格比較起JUNE式的話，應該說為BL式。所以BL便跟明亮輕快的喜劇聯結起來。
這一時期也見證了BL在亞洲和全世界範圍內的跨文化傳播，包括香港、台灣、中國內地、韓國、泰國等亞洲國家，也包括澳洲和北美地区。

#### 現代之BL
如果不是特別要求定義的話，現在BL此詞幾乎可以代表整個女性向男性同性愛創作，不分動漫畫、遊戲、小說、原著衍生、原創、商業與同人誌。
耽美：最初起源于20世纪的日本，指“沉溺于美好的事物”，如今在华语地区通常多用于形容女性作者创作，女性读者为多数，以女性情感欲望为导向。讲述男子之间的爱情故事。